# Анхольт
Анхольт (данська вимова: [ˈænˌhʌlˀt]) — датський острів у Каттегаті, на півдорозі між Ютландією та Швецією біля входу в Північне море в Північній Європі. Станом на 1 січня 2022 року на ньому проживає 150 постійних жителів. Анхольт 11 км завдовжки й 6 км завширшки в найширшому місці та займає площу 21.75 км2. Анхольт є частиною муніципалітету Норддюрс регіону Мідтьюлланд. До муніципальної реформи 2007 року він входив до муніципалітету Грено.
Західні 20 % Анхольта складаються з горбистої морени, тоді як решта східних 80 % острова складаються здебільшого плоского піднятого морського дна з деякими невисокими пагорбами, колишніми піщаними дюнами. Заселені лише західні моренні височини. Східна частина, яка називається «Ørkenen» (Пустеля), безліса; уряд захистив територію і має заборону на будівлю. Пустеля ніколи не була розорана. З цієї причини все ще видно в багатьох місцях первісний рельєф кам'яного віку з моменту припинення зледеніння, що сталося наприкінці останнього льодовикового періоду 10 000 років тому. Це містить колишні берегові лінії всередині острова та наслідки зміни рівня моря з часом. Незорані пустелі є унікальними для Данії, а також взагалі для цієї частини Європи.
Більша частина населення Анхольта проживає в однойменному селі Анхольт (дан. Anholt By). Також є 300-400 дачних будинків, деякі з них здаються в оренду.

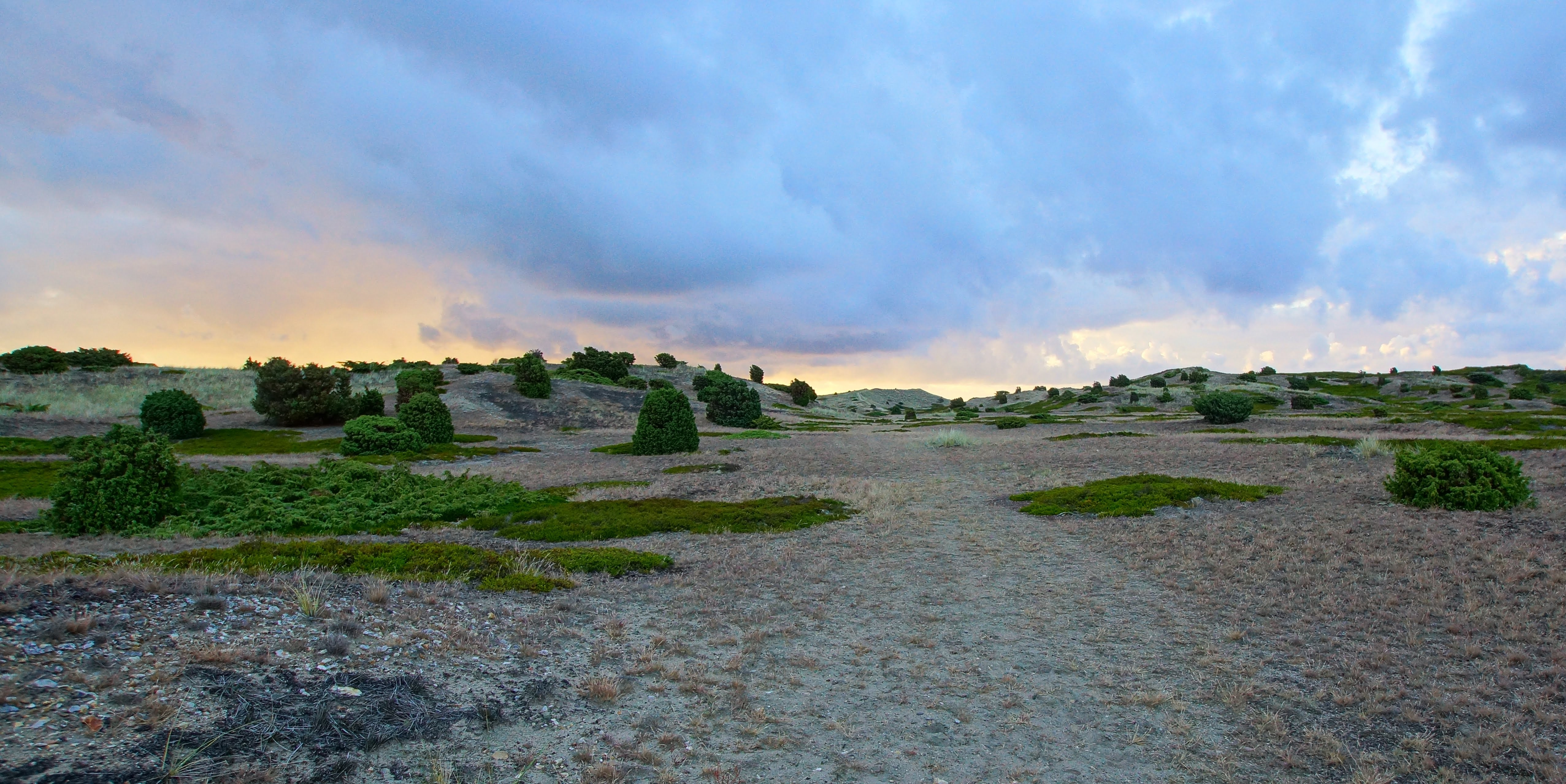
Ørkenen (Пустеля) з рідкісною рослинністю займає 80 відсотків острова.